# مونتسرات کابایه
مونتسرات کابایه (اسپانیایی: Montserrat Caballé‎؛ زادهٔ ۱۲ آوریل ۱۹۳۳ –  درگذشته ۶ اکتبر ۲۰۱۸) یک خواننده برجستهٔ اپرا اهل اسپانیا بود.
صدای او سوپرانو است و یک بل کانتو توانمندِ رپرتوارهایِ گوناگون از جمله آثار جواکینو روسینی، وینچنتزو بلینی، گائتانو دونیزتی و جوزپه وردی محسوب می‌شود.
دامنهٔ شهرت او در سال ۱۹۸۷ میلادی و با اجرای ترانهٔ دو صدایی «بارسلونا» به همراه فردی مرکوری گسترش یافت. این ترانه که از شهر زادگاه او الهام می‌گیرد، بعدها ترانهٔ رسمی بازی‌های المپیک تابستانی ۱۹۹۲ در شهر بارسلون اسپانیا شد.

## زندگی‌نامه
نام اصلی او «ماریا دِ مونتسِرات بی‌بی‌یانا کونسپسیون کابایه ئی فولک» است و در شهر بارسلون به دنیا آمد. او در رشته موسیقی و تکنیک‌های آوازی در «هنرستان موسیقی لیسِئو» و تحت نظر «ناپولئونه آنوواتزی»، «اوگنیا کِمِنی» و «کونچیتا بادیا» تحصیل کرد و در سال ۱۹۵۴ با درجهٔ ممتاز (مدال زرین) فارغ‌التحصیل شد. سپس به شهر بازل سوئیس نقل مکان کرد و در همان‌جا بود که نخستین اجرای حرفه‌ای‌اش را در سال ۱۹۵۶ میلادی در اپرای لا بوهم اثرِ جاکومو پوچینی به نمایش گذاشت. وی مدتی در «اپرای بازل» مشغول به کار بود و در اپراهای مهمی همچون «فلوت سحرآمیز» (ولفگانگ آمادئوس موتسارت) و «سالومه» (ریشارد اشتراوس) هنرنمایی کرد که تا آن هنگام، برای خوانندگانِ اسپانیولی‌زبان، غیرمعمول بود؛ اما همین موضوع باعث شد تا از سال ۱۹۵۹ تا ۱۹۶۲ میلادی در «اپرای برمن» مشغول به کار شود. او در سال ۱۹۶۲ به بارسلون بازگشت و در «سالن نمایش لیسِئو» در نقشِ اصلیِ اپرای «آرابلّا» (ریشارد اشتراوس) ظاهر شد. وی از پائیز ۱۹۶۲ تا بهار ۱۹۶۳، به مکزیک رفت و در برنامه‌های گوناگونی ایفای نقش کرد؛ از جمله در نقشِ اصلیِ اپرایِ «مَـنون» (ژول ماسنه) در «کاخ هنرهای زیبا» در شهر مکزیکو سیتی.

## جوایز و افتخارات
- نشان افتخار جمهوری ارمنستان